# Wereldkampioenschappen schermen 1973
De 25ste wereldkampioenschappen schermen werden gehouden in Göteborg, Zweden in 1973. De organisatie lag in de handen van de FIE.

## Medailles

### Mannen
| Onderdeel   | Goud                                                                               | Goud           | Zilver                                                                                   | Zilver         | Brons                                                                                  | Brons       |
| ----------- | ---------------------------------------------------------------------------------- | -------------- | ---------------------------------------------------------------------------------------- | -------------- | -------------------------------------------------------------------------------------- | ----------- |
| Degen       |                                                                                    |                |                                                                                          |                |                                                                                        |             |
| Individueel | Rolf Edling                                                                        | Zweden         | Hans Jacobson                                                                            | Zweden         | John Pezza                                                                             | Italië      |
| Ploegen     | Reinhold Behr Joachim Peter Hans-Jürgen Hehn Joseph Szepesi Harald Hein            | West-Duitsland | Sándor Erdős Csaba Fenyvesi Győző Kulcsár Pál Schmitt István Osztrics                    | Hongarije      | Igor Valetov Viktor Modsalevski Boris Loekomski Asjot Karagian Sergej Paramonov        | Sovjet-Unie |
| Floret      |                                                                                    |                |                                                                                          |                |                                                                                        |             |
| Individueel | Christian Noël                                                                     | Frankrijk      | Joeri Tschisch                                                                           | Sovjet-Unie    | Jenö Kamuti                                                                            | Hongarije   |
| Ploegen     | Vasili Stankovitsj Vladimir Denissov Joeri Tschisch Sergej Isakov Anatoli Kotesjev | Sovjet-Unie    | Thomas Bach Matthias Behr Harald Hein Klaus Reichert Thomas Jäger                        | West-Duitsland | Marek Dąbrowski Witold Woyda Leszek Martewicz Lech Koziejowski Arkadiusz Godel         | Polen       |
| Sabel       |                                                                                    |                |                                                                                          |                |                                                                                        |             |
| Individueel | Mario Aldo Montano                                                                 | Italië         | Viktor Sidjak                                                                            | Sovjet-Unie    | Vladimir Naslimov                                                                      | Sovjet-Unie |
| Ploegen     | Tamás Kovács Attila Kovács Péter Marót Pál Gerevich Ferenc Hammang                 | Hongarije      | Viktor Sidjak Vladimir Naslimov Edoeard Vinokoerov Viktor Krovopoeskov Vladimir Pavlenko | Sovjet-Unie    | Mario Aldo Montano Rolando Rigoli Michele Maffei Cesare Salvadori Mario Tullio Montano | Italië      |

### Vrouwen
| Onderdeel   | Goud                                                                         | Goud        | Zilver                                                                                 | Zilver      | Brons                                                                     | Brons     |
| ----------- | ---------------------------------------------------------------------------- | ----------- | -------------------------------------------------------------------------------------- | ----------- | ------------------------------------------------------------------------- | --------- |
| Degen       |                                                                              |             |                                                                                        |             |                                                                           |           |
| Individueel | Valentina Nikonova                                                           | Sovjet-Unie | Ildikó Schwarczenberger                                                                | Hongarije   | Ildikó Rejtő                                                              | Hongarije |
| Ploegen     | Ildikó Bóbis Mária Szolnoki Ildikó Rejtő Ildikó Schwarczenberger Magda Maros | Hongarije   | Soja Gjerasinskaja Olga Knjazeva Valentina Nikonova Valentina Sidorova Jelena Novikova | Sovjet-Unie | Ana Pascu Ecaterina Stahl Suzana Ardeleanu Magdalena Bartoș Ileana Gyulai | Roemenië  |

## Medaillespiegel
| Plaats | Land           | Goud | Zilver | Brons | Totaal |
| 1      | Sovjet-Unie    | 2    | 4      | 2     | 8      |
| 2      | Hongarije      | 2    | 2      | 2     | 6      |
| 3      | West-Duitsland | 1    | 1      | 0     | 2      |
| 3      | Zweden         | 1    | 1      | 0     | 2      |
| 5      | Italië         | 1    | 0      | 2     | 3      |
| 6      | Frankrijk      | 1    | 0      | 0     | 1      |
| 7      | Polen          | 0    | 0      | 1     | 1      |
| 7      | Roemenië       | 0    | 0      | 1     | 1      |
| Totaal | Totaal         | 8    | 8      | 8     | 24     |

1937 · 1938 · 1947 · 1948 · 1949 · 1950 · 1951 · 1952 · 1953 · 1954 · 1955 · 1956 · 1957 · 1958 · 1959 · 1961 · 1962 · 1963 · 1965 · 1966 · 1967 · 1969 · 1970 · 1971 · 1973 · 1974 · 1975 · 1977 · 1978 · 1979 · 1981 · 1982 · 1983 · 1985 · 1986 · 1987 · 1988 · 1989 · 1990 · 1991 · 1992 · 1993 · 1994 · 1995 · 1997 · 1998 · 1999 · 2000 · 2001 · 2002 · 2003 · 2004 · 2005 · 2006 · 2007 · 2008 · 2009 · 2010 · 2011 · 2012 · 2013 · 2014 · 2015 · 2016 · 2017 · 2018 · 2019 · 2022 · 2023